# Compsa albomaculata
Compsa albomaculata là một loài bọ cánh cứng trong họ Cerambycidae.